# Just Imagine
Pour le film de 1930, voir L'Amour en l'an 2000.
Just Imagine est le titre d'une série de comics dans lesquels Stan Lee, qui a participé à la création de la plupart des icônes de Marvel Comics (Spider-Man, les Fantastic Four, ...), réinventait les héros de DC Comics (Superman, Wonder Woman, Flash, Robin, Green Lantern, JLA, ...) avec de grands dessinateurs (John Cassaday, John Byrne, John Buscema, Joe Kubert, Chris Bachalo, Jim Lee, ..)
Cinq de ses comics, ceux consacrés à Batman, Superman, Catwoman, Wonder Woman et Robin, ont été publiés en France par Semic.

## Titres
- Just imagine Stan Lee's Aquaman : dessins de Scott McDaniel.
- Just imagine Stan Lee's Batman : dessins de Joe Kubert.
- Just imagine Stan Lee's Catwoman : dessins de Chris Bachalo.
- Just imagine Stan Lee's Crisis : dessins de John Cassaday.
- Just imagine Stan Lee's The Flash : dessins de Kevin Maguire.
- Just imagine Stan Lee's Green Lantern : dessins de Dave Gibbons.
- Just imagine Stan Lee's JLA : dessins de Jerry Ordway.
- Just imagine Stan Lee's Robin : dessins de John Byrne.
- Just imagine Stan Lee's Sandman : dessins de Walter Simonson.
- Just imagine Stan Lee's Secret Files and Origins
- Just imagine Stan Lee's Shazam! : dessins de Gary Frank.
- Just imagine Stan Lee's Superman : dessins de John Buscema.
- Just imagine Stan Lee's Wonder Woman : dessins de Jim Lee.

## Liens
- (fr) Just Imagine Stan Lee Creating  sur Comics VF